# Chapelle Saint-Maur de Calanhel
La chapelle Saint-Maur est un édifice situé à Calanhel, en France.

## Localisation
La chapelle est située sur le territoire de la commune de Calanhel, dans le département  des Côtes-d'Armor, en région Bretagne.

## Description
Existence probable d'un édifice antérieur : baie du pignon nord réemployée et fontaine datée 1717 ; édifice daté 1778.

## Historique
La chapelle est inscrite à l'inventaire général.

## Galerie

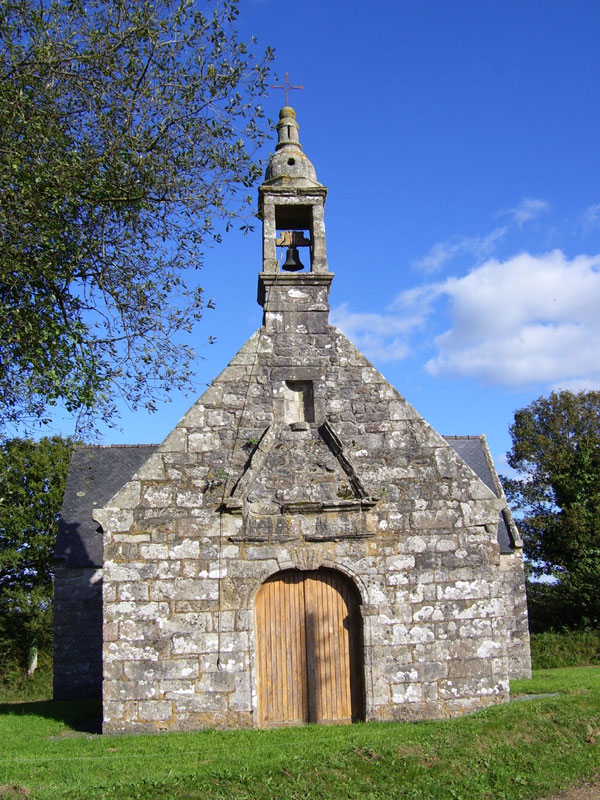
Façade et clocher.